# Landesliga
Landesliga ist im deutschen Ligasystem die Bezeichnung einer überregionalen Spielklasse. Oft ist sie damit die höchste Liga auf dem Gebiet eines überregionalen Sportverbandes. Existiert neben der Landesliga in einer Sportart und Region gleichzeitig eine Verbandsliga, ist die Verbandsliga meistens die höhere der beiden Spielklassen. Der Landesliga untergeordnet sind die selten vorkommenden Landesklassen, häufiger jedoch die Bezirksligen und Bezirksklassen.

## Eishockey
Die Landesliga ist in Deutschland in der Regel die fünfthöchste Spielklasse und, außer in Bayern und Nordrhein-Westfalen, die niedrigste Spielklasse innerhalb des Eishockey-Ligasystems in Deutschland. Meist ist die Landesliga eine reine Meldeliga, sprich jeder Verein des Bundeslandes kann für die Liga melden. Teilweise können auch Vereine aus anderen Bundesländern für die Landesligen melden.

### Einzelne Landesligen
- Landesliga Nord (sechsthöchste Spielklasse; umfasst Niedersachsen, Bremen, Hamburg, Schleswig-Holstein, Mecklenburg-Vorpommern; in drei Staffeln)
- Landesliga Berlin (5. Liga)
- Landesliga Hessen (5. Liga)
- Landesliga Sachsen (5. Liga)
- Landesliga Thüringen (5. Liga)
- Landesliga NRW (5. Liga)
- Landesliga Baden-Württemberg (5. Liga)
- Landesliga Bayern (5. Liga in zwei Gruppen)

## Fußball
Seit Einführung der 3. Liga in der Saison 2008/09 ist die Landesliga im Herrenfußball in zehn der 21 Landesverbände des Deutschen Fußball-Bundes (DFB) die siebthöchste Spielklasse im Fußball-Ligasystem (im Männerfußball). In sieben Landesverbänden ist sie dagegen auf der sechsten Ebene angesiedelt bzw. im Saarland auf der achten Stufe. In den Landesverbänden von Hessen, Rheinland und Schleswig-Holstein wurde die Landesliga aufgelöst. Die Landesliga wird in den jeweiligen Landesverbänden regelmäßig in mehreren parallelen Staffeln ausgetragen, die gleichermaßen zum Aufstieg in die nächsthöhere Liga berechtigen. Eine eingleisige Landesliga gibt es lediglich in den Landesverbänden von Bremen und Sachsen.

### Landesligen nach DFB-Landesverbänden
| Landesverband          | Liga                                                                                  | Stufe                                                                                 | Staffeln                                                                              | Ausdehnung (Fußballbezirke und -kreise) |
| ---------------------- | ------------------------------------------------------------------------------------- | ------------------------------------------------------------------------------------- | ------------------------------------------------------------------------------------- | --- |
| Baden                  | Landesliga Baden                                                                      | VII                                                                                   | Mittelbaden                                                                           | Kreise Bruchsal, Karlsruhe und Pforzheim |
| Baden                  | Landesliga Baden                                                                      | VII                                                                                   | Odenwald                                                                              | Kreise Mosbach, Buchen und Tauberbischofsheim |
| Baden                  | Landesliga Baden                                                                      | VII                                                                                   | Rhein-Neckar                                                                          | Kreise Heidelberg, Mannheim und Sinsheim |
| Bayern                 | Landesliga Bayern                                                                     | VI                                                                                    | Nordwest                                                                              | Teile der Bezirke Mittelfranken, Oberfranken und Unterfranken |
| Bayern                 | Landesliga Bayern                                                                     | VI                                                                                    | Nordost                                                                               | Teile der Bezirke Mittelfranken, Oberfranken und Oberpfalz |
| Bayern                 | Landesliga Bayern                                                                     | VI                                                                                    | Mitte                                                                                 | Teile der Bezirke Mittelfranken, Niederbayern, Oberbayern und Oberpfalz |
| Bayern                 | Landesliga Bayern                                                                     | VI                                                                                    | Südwest                                                                               | Teile der Bezirke Oberbayern und Schwaben |
| Bayern                 | Landesliga Bayern                                                                     | VI                                                                                    | Südost                                                                                | Teile der Bezirke Niederbayern und Oberbayern |
| Berlin                 | Landesliga Berlin                                                                     | VII                                                                                   | Staffel 1                                                                             | |
| Berlin                 | Landesliga Berlin                                                                     | VII                                                                                   | Staffel 2                                                                             | |
| Brandenburg            | Landesliga Brandenburg                                                                | VII                                                                                   | Nord                                                                                  | |
| Brandenburg            | Landesliga Brandenburg                                                                | VII                                                                                   | Süd                                                                                   | |
| Bremen                 | Landesliga Bremen                                                                     | VI                                                                                    | -                                                                                     | |
| Hamburg                | Landesliga Hamburg                                                                    | VI                                                                                    | Landesliga 01                                                                         | |
| Hamburg                | Landesliga Hamburg                                                                    | VI                                                                                    | Landesliga 02                                                                         | |
| Hessen                 | Die Landesliga Hessen wurde zur Saison 2008/09 in Verbandsliga Hessen (VI) umbenannt. | Die Landesliga Hessen wurde zur Saison 2008/09 in Verbandsliga Hessen (VI) umbenannt. | Die Landesliga Hessen wurde zur Saison 2008/09 in Verbandsliga Hessen (VI) umbenannt. | Die Landesliga Hessen wurde zur Saison 2008/09 in Verbandsliga Hessen (VI) umbenannt. |
| Mecklenburg-Vorpommern | Landesliga Mecklenburg-Vorpommern                                                     | VII                                                                                   | Ost                                                                                   | |
| Mecklenburg-Vorpommern | Landesliga Mecklenburg-Vorpommern                                                     | VII                                                                                   | West                                                                                  | |
| Mittelrhein            | Landesliga Mittelrhein                                                                | VI                                                                                    | Staffel 1                                                                             | |
| Mittelrhein            | Landesliga Mittelrhein                                                                | VI                                                                                    | Staffel 2                                                                             | |
| Niederrhein            | Landesliga Niederrhein                                                                | VI                                                                                    | Gruppe 1                                                                              | |
| Niederrhein            | Landesliga Niederrhein                                                                | VI                                                                                    | Gruppe 2                                                                              | |
| Niederrhein            | Landesliga Niederrhein                                                                | VI                                                                                    | Gruppe 3                                                                              | |
| Niedersachsen          | Landesliga Niedersachsen                                                              | VI                                                                                    | Braunschweig                                                                          | Kreise Braunschweig, Gifhorn, Goslar, Göttingen, Helmstedt, Northeim-Einbeck, Osterode, Peine, Salzgitter, Wolfenbüttel und Wolfsburg                                                                            |
| Niedersachsen          | Landesliga Niedersachsen                                                              | VI                                                                                    | Hannover                                                                              | Kreise Diepholz, Hameln/Pyrmont, Hannover-Land, Hannover-Stadt, Hildesheim, Holzminden, Nienburg und Schaumburg                                                                                                  |
| Niedersachsen          | Landesliga Niedersachsen                                                              | VI                                                                                    | Lüneburg                                                                              | Kreise Celle, Cuxhaven, Harburg, Lüchow-Dannenberg, Lüneburg, Osterholz, Rotenburg, Soltau-Fallingbostel, Stade, Uelzen und Verden                                                                               |
| Niedersachsen          | Landesliga Niedersachsen                                                              | VI                                                                                    | Weser-Ems                                                                             | Kreise Ammerland, Aurich, Bentheim, Cloppenburg, Delmenhorst, Emden, Emsland, Friesland, Leer, Oldenburg-Land, Oldenburg-Stadt, Osnabrück-Land, Osnabrück-Stadt, Vechta, Wesermarsch, Wilhelmshaven und Wittmund |
| Rheinland              | Die Landesliga Rheinland (V) wurde nach der Saison 2002/03 aufgelöst.                 | Die Landesliga Rheinland (V) wurde nach der Saison 2002/03 aufgelöst.                 | Die Landesliga Rheinland (V) wurde nach der Saison 2002/03 aufgelöst.                 | Die Landesliga Rheinland (V) wurde nach der Saison 2002/03 aufgelöst. |
| Saarland               | Landesliga Saarland                                                                   | VIII                                                                                  | Nordost                                                                               | Bezirke Homburg, Neunkirchen und St. Wendel |
| Saarland               | Landesliga Saarland                                                                   | VIII                                                                                  | Südwest                                                                               | Bezirke Merzig, Saarbrücken und Saarlouis |
| Sachsen                | Sachsenliga                                                                           | VII                                                                                   | -                                                                                     | |
| Sachsen-Anhalt         | Landesliga Sachsen-Anhalt                                                             | VII                                                                                   | Mitte                                                                                 | |
| Sachsen-Anhalt         | Landesliga Sachsen-Anhalt                                                             | VII                                                                                   | Nord                                                                                  | |
| Sachsen-Anhalt         | Landesliga Sachsen-Anhalt                                                             | VII                                                                                   | Süd                                                                                   | |
| Schleswig-Holstein     | Landesliga Schleswig-Holstein                                                         | VI                                                                                    | Holstein                                                                              | |
| Schleswig-Holstein     | Landesliga Schleswig-Holstein                                                         | VI                                                                                    | Mitte                                                                                 | |
| Schleswig-Holstein     | Landesliga Schleswig-Holstein                                                         | VI                                                                                    | Schleswig                                                                             | |
| Südbaden               | Landesliga Südbaden                                                                   | VII                                                                                   | 1                                                                                     | Bezirke Baden-Baden und Offenburg |
| Südbaden               | Landesliga Südbaden                                                                   | VII                                                                                   | 2                                                                                     | Bezirke Freiburg und Hochrhein |
| Südbaden               | Landesliga Südbaden                                                                   | VII                                                                                   | 3                                                                                     | Bezirke Schwarzwald und Bodensee |
| Südwest                | Landesliga Südwest                                                                    | VII                                                                                   | Ost                                                                                   | Kreise Alzey-Worms, Mainz-Bingen, Rhein-Mittelhaardt, Rhein-Pfalz und Südpfalz |
| Südwest                | Landesliga Südwest                                                                    | VII                                                                                   | West                                                                                  | Kreise Bad Kreuznach, Birkenfeld, Kaiserslautern-Donnersberg, Kusel-Kaiserslautern und Pirmasens-Zweibrücken |
| Thüringen              | Landesklasse Thüringen                                                                | VII                                                                                   | Staffel 1                                                                             | |
| Thüringen              | Landesklasse Thüringen                                                                | VII                                                                                   | Staffel 2                                                                             | |
| Thüringen              | Landesklasse Thüringen                                                                | VII                                                                                   | Staffel 3                                                                             | |
| Westfalen              | Landesliga Westfalen                                                                  | VII                                                                                   | 1: Ost                                                                                | |
| Westfalen              | Landesliga Westfalen                                                                  | VII                                                                                   | 2: Süd                                                                                | |
| Westfalen              | Landesliga Westfalen                                                                  | VII                                                                                   | 3: West                                                                               | |
| Westfalen              | Landesliga Westfalen                                                                  | VII                                                                                   | 4: Nord                                                                               | |
| Württemberg            | Landesliga Württemberg                                                                | VII                                                                                   | 1                                                                                     | Bezirke Enz/Murr, Hohenlohe, Rems/Murr und Unterland |
| Württemberg            | Landesliga Württemberg                                                                | VII                                                                                   | 2                                                                                     | Bezirke Donau/Iller, Kocher/Rems, Neckar/Fils und Stuttgart |
| Württemberg            | Landesliga Württemberg                                                                | VII                                                                                   | 3                                                                                     | Bezirke Alb, Böblingen/Calw, Nördlicher Schwarzwald und Zollern |
| Württemberg            | Landesliga Württemberg                                                                | VII                                                                                   | 4                                                                                     | Bezirke Bodensee, Donau, Riß und Schwarzwald |

Anmerkungen
1. ↑  Spielklasse (Level) im Deutschen Fußball-Ligasystem.
2. ↑  Die jetzige Sachsenliga (VI) wurde ehemals als Landesliga Sachsen bezeichnet.
3. ↑  Die jetzige Thüringenliga (VI) wurde ehemals als Landesliga Thüringen bezeichnet.

### Landesklassen in der SBZ/DDR
Nachdem überregionale Fußballwettbewerbe in der SBZ vorerst verboten wurde und daher anfangs nur auf Kreisebene Fußball gespielt wurde, entstanden nach Lockerung dieser Regelung in den fünf Ländern der SBZ oberste Landesklassen. Diese waren bis zur Spielzeit 1948/49 erstklassig, 1948 und 1949 qualifizierten sich die zwei jeweils bestplatzierten Vereine der Landesklassen für die Fußball-Ostzonenmeisterschaft. Nach Einführung der DDR-Oberliga zur Spielzeit 1949/50 waren die Landesklassen zweitklassig. Eine Saison später bildeten diese nach Einführung der DDR-Liga nur noch die dritte Ligaebene in der DDR. Im Sommer 1952 wurden die Länder in der DDR liquidiert und an ihre Stelle 14 Bezirke eingeführt. Der DDR-Fußball musste sich der neuen Verwaltungsstruktur mit seinem Ligensystem anpassen. Die Landesklassen wurden daher nach der Spielzeit 1951/52 aufgelöst und durch 14 Bezirksligen ersetzt.
| Landesklasse                        | Modus |
| ----------------------------------- | --- |
| Fußball-Landesklasse Brandenburg    | 1946/47: regionale Vorrunde + K.-o.-Runde; 1947/48: regionale Vorrunde + Endrunde; ab 1948/49: Rundenturnier                                       |
| Fußball-Landesklasse Mecklenburg    | 1946/47: zwei Landesklassen + Endrunde; ab 1947/48: Rundenturnier                                                                                  |
| Fußball-Landesklasse Sachsen        | bis 1946/47 nur Kreismeisterschaften; 1947/48 & 1948/49: Kreismeisterschaften + Qualifikation zur Ostzonenmeisterschaft; ab 1949/50: Rundenturnier |
| Fußball-Landesklasse Sachsen-Anhalt | bis 1946/47 nur Kreismeisterschaften; 1947/48: Kreismeisterschaften + Qualifikation zur Ostzonenmeisterschaft; ab 1948/49: Rundenturnier           |
| Fußball-Landesklasse Thüringen      | bis 1946/47 nur Kreismeisterschaften; 1947/48: Kreismeisterschaften + Qualifikation zur Ostzonenmeisterschaft; ab 1948/49: Rundenturnier           |

## Handball
Die Landesligen sind die sechsthöchsten Spielklassen im Handball, in Hessen, Baden und Bayern jedoch die fünfthöchsten.

## Tennis
Die Landesligen sind nach den 1. Tennisbundesligen (Herren, Damen, Herren 30), 2. Tennis-Bundesligen und Regionalligen die vierthöchsten Spielklassen im Tennis in den jeweiligen Altersklassen bei den Aktiven. Es sind die höchsten Ligen der jeweiligen Landesverbände.